# Hitchwiki
Hitchwiki е уики, съвместен проект за създаване на безплатен пътеводител за стопаджии. Представлява международен обмен на информация за пътувания на автостоп в много страни и съдържа конкретни съвети, например за пътуване на стоп извън големите градове, обща информация за оборудването, безопасността и стратегии за бързо и ефективно придвижване на стоп. Проектът поддържа карта на оценените места за стоп на hitchmap.com. Съдържа лични профили на стопаджиите, пътни истории, снимки, блогове и дискусионни форуми. Известният британски вестник „Гардиън“ определя сайта сред основните средства които възраждат автостопа.
Проектът стартира на 14 април 2005 г., но е изоставен за известно време и след това преместен в уики платформа. През ноември 2006 г. е преместен на адрес hitchwiki.org и пуснат отново като Hitchwiki, през същото време стартират езикови версии на различни езици. Към януари 2015 г. Hitchwiki на английски език разполага с 3129 статии, а версията на немски с 1205 статии, други версии с по-малко на брой статии към този момент са на испански, френски, фински, португалски, български и руски. Уебсайтът използва използва безплатния софтуер с отворен код „МедияУики“, WordPress и BuddyPress, които позволяват анонимни редакции. Базите данни на статиите са достъпни за изтегляне.